# Kwisatz Haderach
A Kwisatz Haderach egy férfi, a Bene Gesserit genetikai programjának célja Frank Herbert A Dűne című regényében. A Kwisatz Haderach egy olyan ún. szupermentát, aki a jövőt, a jelent és a múltat egyszerre látja. A kifejezés jelentései: „Az Út lerövidítése”, illetve „aki egyszerre több helyen lehet”. Olyan ember, akinek szellemi ereje lehetővé teszi a magasabb dimenziók feldolgozását és felhasználását.
A Bene Gesserit 90 nemzedéken át a nemesi családok vérvonalait keverve jut el hozzá. A Bene Gesserit számításait egyik engedetlen nővérük, Jessica keresztülhúzta, mivel a parancs ellenére lány helyett fiút szült Leto Atreides hercegnek. Ő Paul Atreides, aki később maga lesz a Kwisatz Haderach.
A Dűne folytatásaiban már több Kwisatz Haderach is szerepel, többek között Paul Atreides gholája, de a végén kiderül, hogy a végső Kwisatz Haderach nem egy genetikai-nemesítési program végeredménye, hanem a számtalanszor feltámasztott, ezért számos élet tapasztalatát felhalmozó Duncan Idaho.